# Michal Iždinský
Michal Iždinský (Pozsony, 1992. július 23. –) szlovák származású francia válogatott vízilabdázó, az Olympic Nice játékosa.

## Nemzetközi eredményei
- Európa-bajnoki 10. hely (Budapest, 2014)
- Európa-bajnoki 9. hely (Belgrád, 2016)
- Olimpiai 11. hely (Rio de Janeiro, 2016)